# Mary Poppins
Mary Poppins är en delvis animerad amerikansk musikalisk fantasyfilm från 1964 i regi av Hamilton Luske och Robert Stevenson, producerad av Walt Disney Productions. I huvudrollerna ses Julie Andrews och Dick Van Dyke. Filmen hade biopremiär i USA den 29 augusti 1964.
Filmen är huvudsakligen baserad på den första av de åtta böckerna om barnflickan Mary Poppins av den australiska författaren Pamela L. Travers. Filmen placerade sig på sjätte plats på listan AFI's Greatest Movie Musicals.

## Handling
Året är 1910, då en bortskämd och uttråkad brittisk överklassfamiljs värld vänds upp och ner av en magisk nanny, vid namn Mary Poppins. Hon dimper ned med sitt paraply, ställer saker till rätta med hjälp av sina magiska krafter och lär familjen att njuta av livet.

## Rollista (i urval)
Fiilmen hade svensk biopremiär den 23 augusti 1965 på biografen Rigoletto i Stockholm och visades då med engelskt tal med svenska undertexter. 
En svensk dubbning tillkom 1999 när filmen gavs ut på VHS, och har sedan använts på samtliga svenskspråkiga DVD-utgåvor.
| Roll                                  | Skådespelare och originalröst | Svensk röst         |
| Mary Poppins                          | Julie Andrews                 | Myrra Malmberg      |
| Bert                                  | Dick Van Dyke                 | Stefan Frelander    |
| George Back (på engelska Banks)       | David Tomlinson               | Dan Bratt           |
| Winifred Back                         | Glynis Johns                  | Cecilia Hjalmarsson |
| Jane Back                             | Karen Dotrice                 | Therese Reuterswärd |
| Mikael Back                           | Matthew Garber                | Leo Hallerstam      |
| Ellen                                 | Hermione Baddeley             | Anna-Mia Barwe      |
| Farbror Albert                        | Ed Wynn                       | Mikael Roupé        |
| Amiral Bom (på engelska Boom)         | Reginald Owen                 | Håkan Mohede        |
| Fru Timell (på engelska Brill)        | Reta Shaw                     | Gizela Rasch        |
| Herr Stål, senior (på engelska Dawes) | Dick Van Dyke                 | Stefan Frelander    |

I den svenska dubbningen medverkar även Fredrik Dolk, Thomas Engelbrektsson och Lena Ericsson.

## Om filmen
Filmen är huvudsakligen baserad på den första av de åtta böckerna om barnflickan Mary Poppins av den australiska författaren Pamela L. Travers.
Mary Poppins vann fem Oscar vid Oscarsgalan 1965: bästa kvinnliga huvudroll (Julie Andrews), bästa klippning, bästa specialeffekter, bästa sång ("Chim Chim Cher-ee"), och bästa filmmusik. Julie Andrews vann även en Golden Globe för sin roll i filmen.

## Musik i filmen (i urval)
Samtliga sånger är skrivna av bröderna Richard M. Sherman och Robert B. Sherman: 
- "Sister Suffragette", framförd av Glynis Johns
- "The Life I Lead", framförd av David Tomlinson
- "The Perfect Nanny", framförd av Karen Dotrice och Matthew Garber
- "A Spoonful of Sugar", framförd av Julie Andrews
- "Pavement Artist", framförd av Dick Van Dyke
- "Jolly Holiday", framförd av Julie Andrews och Dick Van Dyke
- "Supercalifragilisticexpialidocious", framförd av Julie Andrews och Dick Van Dyke
- "Stay Awake", framförd av Julie Andrews
- "I Love to Laugh", framförd av Dick Van Dyke, Ed Wynn och Julie Andrews
- "Feed the Birds (Tuppence a Bag)", framförd av Julie Andrews
- "Chim Chim Cher-ee", framförd av Dick Van Dyke, Julie Andrews, Karen Dotrice och Matthew Garber
- "Step in Time", framförd av Dick Van Dyke och ensemblen
- "A Man Has Dreams", framförd av David Tomlinson och Dick Van Dyke

## Uppföljare
En uppföljare till filmen, Mary Poppins kommer tillbaka, med Emily Blunt i huvudrollen hade premiär i USA den 25 december 2018.